# Herdenkingsmunten van € 2 (2009)
Hieronder staat een lijst van herdenkingsmunten van twee euro met slagjaar 2009.
| Afbeelding | Land          | Ter gelegenheid van | Oplage     | Datum uitgave     |
| --- | ------------- | --- | ---------- | ----------------- |
| | Europese Unie | 10 jaar EMU | 82.484.623 | 1 januari 2009    |
| Omschrijving: De munt toont een primitief getekend figuurtje dat in het €-teken overgaat. De munt wil uitdrukking geven aan de idee dat een enkele munt en, bij uitbreiding, de Economische en Monetaire Unie (EMU) het sluitstuk is in de lange geschiedenis van de handel en economische integratie in Europa. De munt, die door elk land van het eurogebied zal worden uitgegeven, draagt de naam van het land en het opschrift ‘EMU 1999-2009’ in de desbetreffende taal of talen. De 12 sterren van de Europese Unie staan langs de buitenrand. Het ontwerp is uit vijf voorgedragen ontwerpen gekozen door burgers van de Europese Unie die hun stem online uitbrachten. Het ontwerp is van de hand van George Stamatopoulos, graveur bij de Afdeling Munten van de Bank of Greece.                                                                               |               | |            |                   |
| Voor meer informatie zie Herdenkingsmunten 10 jaar EMU. |               | |            |                   |
| |               | |            |                   |
| | Luxemburg     | 90ste verjaardag van de troonsbestijging van Groothertogin Charlotte (zesde uit de 'Luxemburgse dynastie'-serie)                | 837.500    | 15 januari 2009   |
| Omschrijving: Links in het binnenste gedeelte van de munt is het gelaat van Groothertogin Charlotte afgebeeld, met daarvoor het gelaat van Groothertog Hendrik. Beiden kijken naar links. Rechts in het binnenste gedeelte van de munt staan verticaal geschreven: „LËTZEBUERG” en „2009”. Dit jaartal wordt geflankeerd door het muntmeesterteken en het muntteken. Langs de buitenrand van de munt zijn de twaalf sterren van de Europese vlag afgebeeld. |               | |            |                   |
| |               | |            |                   |
| | Duitsland     | De Ludwigskirche in Saarbrücken, Saarland (vierde uit de 'Bundesländer'-serie)                                                  | 30.940.630 | 2 februari 2009   |
| Omschrijving: Op de munt is de Ludwigskirche afgebeeld, een symbool voor Saarbrücken, de hoofdstad van Saarland. De munt toont de kenmerkende oostgevel en klokkentoren van de kerk, met daaronder het woord ‘SAARLAND’ en aaronder het muntteken. De munt is ontworpen door Friedrich Brenner, wiens initialen rechts van de afbeelding te zien zijn. Langs de buitenrand staan het jaar van muntslag, 2009, de 12 sterren van de Europese Unie en de woorden ‘BUNDESREPUBLIK DEUTSCHLAND’. |               | |            |                   |
| |               | |            |                   |
| | Portugal      | 2e Lusofonische Spelen in Lissabon                                                                                              | 1.275.000  | 9 juni 2009       |
| Omschrijving: De munt is uitgegeven ter gelegenheid van de voor Portugeestalige landen gehouden Spelen. In het binnenste gedeelte van de munt is een gymnast met een lint afgebeeld, het teken van Lusofonische Spelen welke gehouden worden van 11 tot en met 19 juli in Lissabon. Bovenaan is het zegel van Portugal gegraveerd, met daaromheen de aanduiding van het uitgevende land „PORTUGAL”, die een halve cirkel vormt. Onderaan is in een halve cirkel de inscriptie „2.os JOGOS DA LUSOFONIA LISBOA” te lezen, met links daarvan de initialen „INCM” en rechts de naam van de ontwerper „J. AURÉLIO”. Links staat in een krul van het lint het jaartal „2009”. Langs de buitenrand van de munt zijn op een achtergrond van concentrische cirkellijnen de twaalf sterren van de Europese vlag afgebeeld.                                                       |               | |            |                   |
| |               | |            |                   |
| | San Marino    | Europees Jaar van de Creativiteit en Innovatie                                                                                  | 130.000    | 5 september 2009  |
| Omschrijving: In het binnenste gedeelte van de munt staan voorwerpen afgebeeld die verwijzen naar het wetenschappelijk onderzoek: boek, kompas, proefbuis en maatkolf. Links bevinden zich de drie symbolische veren van de Republiek San Marino. Rechts staan het jaartal „2009” en het muntteken „R”. Bovenaan is de inscriptie „CREATIVITÁ INNOVAZIONE” te lezen. Onderaan zijn de naam van de uitgevende staat „SAN MARINO”en de initialen „A.M.” van de ontwerper gegraveerd. Langs de buitenrand van de munt zijn de twaalf sterren van de Europese vlag afgebeeld. |               | |            |                   |
| |               | |            |                   |
| | België        | 200ste geboortedag van Louis Braille                                                                                            | 5.013.500  | 25 september 2009 |
| Omschrijving: In het binnenste gedeelte van de munt is het portret van Louis Braille afgebeeld, met aan weerszijden de initialen L en B in het door hem bedachte schrift. Boven het portret staat de inscriptie „LOUIS BRAILLE” en onder het portret staat tussen de jaartallen 1809 en 2009 „BE”, de aanduiding van het land van uitgifte. Links is het muntteken te zien en rechts het teken van de muntmeester. Langs de buitenrand van de munt zijn de twaalf sterren van de Europese vlag afgebeeld. Het ontwerp komt van de hand van Luc Luycx. |               | |            |                   |
| |               | |            |                   |
| | Italië        | 200ste geboortedag van Louis Braille                                                                                            | 2.000.000  | 15 oktober 2009   |
| Omschrijving: In het binnenste gedeelte van de munt is een hand afgebeeld waarmee een geopend boek al tastend wordt gelezen. Boven de wijsvinger, die naar de verticale inscriptie „LOUIS BRAILLE 1809-2009” wijst, bevinden zich twee vogels, die voor de vrije kennis staan. Rechtsboven is „RI”, de aanduiding van het land van uitgifte, te zien en rechtsonder het muntteken „R”. Onder het boek staat de naam van Braille in het door hem bedachte schrift. Helemaal onderaan staan de initialen „MCC” van ontwerpster Maria Carmela Colanéri. Langs de buitenrand van de munt zijn de twaalf sterren van de Europese vlag afgebeeld. |               | |            |                   |
| |               | |            |                   |
| | Finland       | 200ste verjaardag van de eerste parlementszitting van Finland en de oprichting van de centrale regeringsinstellingen in Finland | 1.600.000  | 23 oktober 2009   |
| Omschrijving: Centraal op de munt is het silhouet van de kathedraal van Porvoo afgebeeld, de plaats waar de eerste parlementszitting van Finland plaatsvond. Het jaartal 1809 staat bovenaan. Het jaartal 2009 staat aan de rechterzijde. De aanduiding van het uitgevende land „FI” en het muntteken staan aan de linkerzijde. Over de omtrek van de munt zijn de twaalf sterren van de Europese vlag afgebeeld. Het ontwerp komt van de hand van Reijo Paavilainen. |               | |            |                   |
| |               | |            |                   |
| | Slowakije     | 20ste verjaardag van 17 november 1989 (Dag van de strijd voor vrijheid en democratie)                                           | 1.000.000  | 10 november 2009  |
| Omschrijving: Het binnenste gedeelte van de munt laat een gestileerde klok zien bestaande uit een aantal sleutels. Daarmee wordt verwezen naar de demonstratie van 17 november 1989. Op die dag liepen de inwoners met rinkelende sleutelbossen door de straten. Het was het begin van de zogeheten Fluwelen Revolutie. Onder de klok zijn rechts het teken van de ontwerper en dat van de Slowaakse Munt (Mincovna Kremnica) afgebeeld. Om het ontwerp heen is aan de bovenzijde de inscriptie „17 NOVEMBER SLOBODA — DEMOKRACIA” (vrijheid en democratie) met de jaartallen „1989-2009” te lezen en aan de onderzijde „SLOVENSKO”, de aanduiding van het land van uitgifte. Langs de buitenrand van de munt zijn de twaalf sterren van de Europese vlag afgebeeld. Het ontwerp komt van de hand van Pavel Károly.                                                     |               | |            |                   |
| |               | |            |                   |
| | Vaticaanstad  | Internationaal Jaar van de Astronomie                                                                                           | 106.084    | 18 november 2009  |
| Omschrijving: Deze munt wordt uitgegeven in verband met het Internationale Jaar van de Astronomie, bedacht door de International Astronomical Union (IAU) en UNESCO. In het binnenste gedeelte van de munt wordt de geboorte van de sterren en planeten allegorisch voorgesteld en worden tevens diverse astronomische instrumenten afgebeeld. Het muntteken „R” bevindt zich in het linker onderkwadrant. Aan de onderzijde staat het jaartal „2009”. Om het ontwerp heen is aan de onderzijde links de inscriptie „ANNO INTERNAZIONALE DELL’ ASTRONOMIA” te lezen en aan de bovenzijde rechts „CITTÁ DEL VATICANO”, de aanduiding van het land van uitgifte. Langs de buitenrand van de munt zijn de twaalf sterren van de Europese vlag afgebeeld. Het ontwerp is geïnspireerd op Michelangelo's fresco in de Sixtijnse Kapel en komt van de hand van Orietta Rossi. |               | |            |                   |